# Џон Френч
Џон Френч (енгл. John French, 1st Earl of Ypres; Рипл, 28. септембар 1852 — Дил, 22. мај 1925) је био британски официр и фелдмаршал. У Првом светском рату био је командант британских снага у Француској и Белгији у периоду од 1914. до 1915. године; Био је и вицекраљ Ирске од 1918. до 1921. године.